# NA-2409
La  NA-2409  es una carretera local perteneciente a la Red de Carreteras de Navarra que se inicia en el punto kilométrico 16,85 de la N-240-A y termina en punto kilométrico 113,7 de la Autovía de Leizarán, en Irurzun. Tiene una longitud de 3,98 kilómetros.